# Château de Vaulichères
Le château de Vaulichères est un château et domaine viticole situé dans le hameau de Vaulichères sur la commune de Tonnerre (Yonne).

## Historique
Le château de Vaulichères est construit par la famille de Clermont-Tonnerre.
En 1552, Louise de Clermont, comtesse de Tonnerre et duchesse d'Uzès, vend Vaulichères et les terres de Bernouil, Soulas et Milois, à Jehan Canelle (1500-1562), receveur des aides et tailles à Tonnerre, qui avait fait construire l'hôtel d'Uzès, et à son épouse Jacqueline de Perceval.
Il passe ensuite successivement à leur fils, Henri Canelle (1547-1630), seigneur de Vaulichères, qui épousa Elisabeth Phélippeaux, à leur petit-fils, François Canelle, seigneur de Bragelogne, prévost de la maréchaussée en l'élection de Tonnerre, et à son épouse Claude de Rosel, puis, enfin, au gendre de ceux-ci, Paul de Chaulnes, procureur pour le roi au grenier à sel de Tonnerre.
Propriété par la suite de Jean Gauthier de Tronchoy (1645-1723), écuyer, officier de fourrières et valet de chambre du duc d'Orléans, il fait construire la chapelle actuelle en 1690, qui sera bénie le 18 mai 1693 et mise sous l'invocation de la Vierge Marie. Un tabernacle doré, orné des statuettes du Christ, de saint Pierre, de saint Paul, de sainte Claire et de saint Dominique composait l'intérieur. La chapelle était entourée de deux petites chapelles, dont l'une dédiée à saint Roch. Les tombeaux de Jean Gauthier et de son épouse, Anne Milon se trouve dans la chapelle.
François Jacquesson (1745-1819), seigneur de Vauvignol, gentilhomme de la Vénerie du roi, puis conseiller général de l'Yonne, et son épouse, Victoire Maignan de Champromain (nièce du célèbre architecte Jacques-Germain Soufflot) deviennent propriétaire du château vers le milieu du XVIIIe siècle.
Acquis par l'amiral Jean Gaspard de Vence, il s'y retire à partir de 1803, passant ses dernières années à exploiter son domaine viticole jusqu'à sa mort survenue en 1808,,. Le château passe alors à sa fille, mère de l'amiral Charles Joseph Dumas-Vence qui voit le jour à Tonnerre en 1823.
Sous la Restauration, la fille de l'amiral de Vence revend le domaine à Jean-Pierre-François d'Audigier (1768-1856), qui avait été le directeur du service des vivres lors de la campagne de Russie de 1812, et à sa femme Hortense Zélie Delon.
La famille Damotte en fait l'acquisition en 1845, avec l'objectif de développer un procédé de champagnisation du vin de Tonnerre.
Par la suite, on trouve successivement comme propriétaire Gallien en 1869, Pierre Delinotte en 1880, Lascault et Garriau en 1919, le Dr Hugot en 1 926, le Dr Israël, le général Duron en 1939, Quarangui en 1953, puis au baron et à la baronne de Barolet (petite-fille de Henri Zuber) en 1964.

## Domaine viticole et vins
Jusqu'à la fin du XIXe siècle, époque où il fut lourdement touché par le phylloxéra, le vignoble de Tonnerre était l'un des plus anciens et importants de France. Le domaine de Vaulichères, l'un des plus importants de la région, avait alors la réputation d’être le meilleur du Tonnerrois.
Le domaine « Clos de Vaulichères » est aujourd'hui composé de 8 hectares de vignes, entre pinot noir et chardonnay, et un hectare de vignes plus âgées en appellation chablis.

## Sources
- Abbé Arsène Bureau: Notice sur la paroisse de Vaulichères, 1885
- Jean Fromageot: Vaulichères et sa chapelle
- Annuaire historique du departement de l'Yonne, Volume 16, Milon, 1852